# 조지 힐
조지 에드워드 벨로우즈 힐(1907년 4월 24일 ~ 1992년 5월 7일)은 싱글 스케이팅과 페어 스케이팅에 참가한 미국의 피겨 스케이팅 선수였다. 페어 스케이팅 선수로서, 그는 파트너 마리벨 빈슨과 함께 전미국 선수권 대회에서 4번 우승했다. 싱글 스케이팅 선수로서, 그는 전미국 선수권 대회에서 동메달을 4번 획득했다. 그는 1931년 세계 피겨 스케이팅 선수권 대회 남자 싱글 부문에 참가했고 11위를 했다. 그는 1936년 동계 올림픽때 싱글과 페어 부문에서 미국을 대표했다. 그는 싱글 부문에서 22위를 했고 페어 부문에서 빈슨과 함께 5위를 했다.

## 참고 자료
- sports-reference profile